# Preisführerschaft
Als Preisführerschaft (englisch price leadership) wird eine Wettbewerbsstrategie bezeichnet, bei der die Veränderungen des Preises von Produkten oder Dienstleistungen weitgehend von einem einzelnen Anbieter bestimmt werden, an dessen Preispolitik sich die anderen Anbieter anpassen.

## Geschichte
Der US-Ökonom Michael E. Porter brachte 1980 ein vielbeachtetes Buch auf den Markt, das eine Welle von Reaktionen in der Fachliteratur auslöste und in der Praxis auf hohe Akzeptanz stieß. Danach gibt es drei Wettbewerbsstrategien, und zwar die Differenzierungsstrategie (Qualitätsführerschaft), die Kosten- und Preisführerschaft sowie die Nischenstrategie („Fokussierung“). Ein Unternehmen kann sich nach Porter im Wettbewerb mit anderen Unternehmen nur dann erfolgreich positionieren, wenn es eine dieser Strategien verfolgt. Die Weitergabe von erzielten Kostenvorteilen an die Kunden führt zur Preisführerschaft. Sie zielt darauf ab, das eigene Preisniveau unter dem der wichtigsten Wettbewerber zu halten.

## Entstehung
Damit ein Anbieter eine Preisführerschaft erringen kann, muss er durch einen entsprechenden Marktanteil oder einen Kostenvorteil Marktmacht besitzen, Preisführerschaft tritt also nur auf oligopolistischen Märkten auf. Eine mögliche Marktsituation ist das Teilmonopol, ein Markt mit einem großen und vielen kleinen Anbietern. Hier hat das große Unternehmen einen gewissen Spielraum in seiner Preissetzung. Die kleineren Unternehmen werden sich bei ihren Preisentscheidungen am Marktführer orientieren. In einem echten Oligopol mit mehreren größeren Unternehmen kann oft dasjenige Unternehmen die Rolle eines Preisführers spielen, das aufgrund von z. B. Marktanteil, Kostenstruktur und finanziellen Reserven die besten Chancen hätte, einen ruinösen Wettbewerb (Preiskrieg) zu überstehen. Setzt ein solches Unternehmen für seine eigenen Produkte einen Angebotspreis fest, werden Mitbewerber zögern, ihre Produkte zu einem deutlich höheren Preis anzubieten, weil sie dann Absatzschwierigkeiten bekommen würden. Sie würden es auch vermeiden, den Preis des führenden Unternehmens deutlich zu unterbieten, da es sonst zu einem Preiskrieg kommen könnte, den der Mitbewerber wahrscheinlich verlieren würde. 
 Eine solche Preisführerschaft ist nicht unbedingt stabil, ggf. kann die Rolle des Preisführers an ein anderes Unternehmen übergehen oder ganz verschwinden. Es ist auch möglich, dass sich einzelne Anbieter durch eine besondere strategische Ausrichtung (z. B. Billigstrategie, Nischenstrategie) der allgemeinen Preisbewegung entziehen können.

## Merkmale
Preisführerschaft äußert sich nicht unbedingt darin, dass die Preise auf einem Markt bei allen Anbietern ähnlich sind, da Qualitätsunterschiede und Ähnliches ein differenziertes Preisgefüge erlauben können. Häufig beobachtet man jedoch nahezu synchrone Preisänderungen: Vollzieht das führende Unternehmen eine Preisänderung nach unten oder nach oben, ziehen die Mitbewerber bald darauf mit. Eine Preisführerschaft beruht auf impliziter Abstimmung (engl.: tacit collusion) bzw. wirtschaftlichem Druck, aber nicht auf Abmachung oder Zwang.
Sie ist zu unterscheiden von Kartellen, in denen Preisabsprachen explizit getroffen werden und Monopolen, in denen ein Unternehmen als einziger Anbieter in seiner Preisgestaltung völlig frei ist. Trotzdem kann es fließende Übergänge zu diesen beiden Marktformen geben.

## Arten
Die oben beschriebene Form der Preisführerschaft, die auf wirtschaftlichem Druck beruht (dominierender Marktanteil oder Kostenvorteil eines Unternehmens), wird dominierende Preisführerschaft genannt. Es ist aber auch eine barometrische Preisführerschaft möglich, bei dem ein bestimmtes Unternehmen durch Tradition, Vertrauen oder stille Übereinkunft die Aufgabe des Preisführers übernimmt, wobei im letzteren Fall (Übereinkunft) die Grenze zum Kartell fließend wird. Die Preisführerschaft kann auch zwischen den Unternehmen rotieren (z. B. auf dem Kraftstoffmarkt). Das Handeln der Preisführer und -folger wird dadurch bestimmt, durch das Vermeiden von Preiskämpfen gemeinsam auskömmliche Gewinne zu erzielen. Ein solches Marktsystem kann durch den Markteintritt neuer Anbieter zu Fall gebracht werden. Eine stärkere Öffnung von Märkten für Neugründungen und ausländische Anbieter kann barometrische Preisführerschaft erschweren und den Verbrauchern niedrigere Preise bringen. 
Eine andere Bedeutung hat „Preisführerschaft“ als Werbebegriff. Hier reklamieren Anbieter manchmal für sich eine „Preisführerschaft“ als Ausdruck der Behauptung, der Anbieter mit dem billigsten Sortiment zu sein.